# 烏倫圭區
烏倫圭區（英語：Hurungwe District），或稱卡羅伊區（Karoi District），為辛巴威西馬紹納蘭省轄下之區份，2012年人口普查中該區份人口有329,197人。

## 地理
烏倫圭區坐落於辛巴威中北部西馬紹納蘭省境內。卡羅伊為該區主要城鎮，坐落於首都哈拉雷西北方，兩地相距約200公里。此區下分26個行政區（Wards）。

## 人口
根據2012年人口普查，烏倫圭區人口有329,197人，其中男性有164,711人，女性有164,486人。若人口以居住地區分，則312,604人居住在本區，8,635人居住在西馬紹納蘭省境內其他區份，7,644人居住在外省，314人居住在國外。此區之住戶計70,049戶，每戶住戶平均成員人數4.7人。